# Lü Huihui
Lü Huihui, född 26 juni 1989, är en friidrottare från Kina. Hon deltog vid olympiska sommarspelen 2012, olympiska sommarspelen 2016, olympiska sommarspelen 2020 och olympiska sommarspelen 2024.